# Quesada

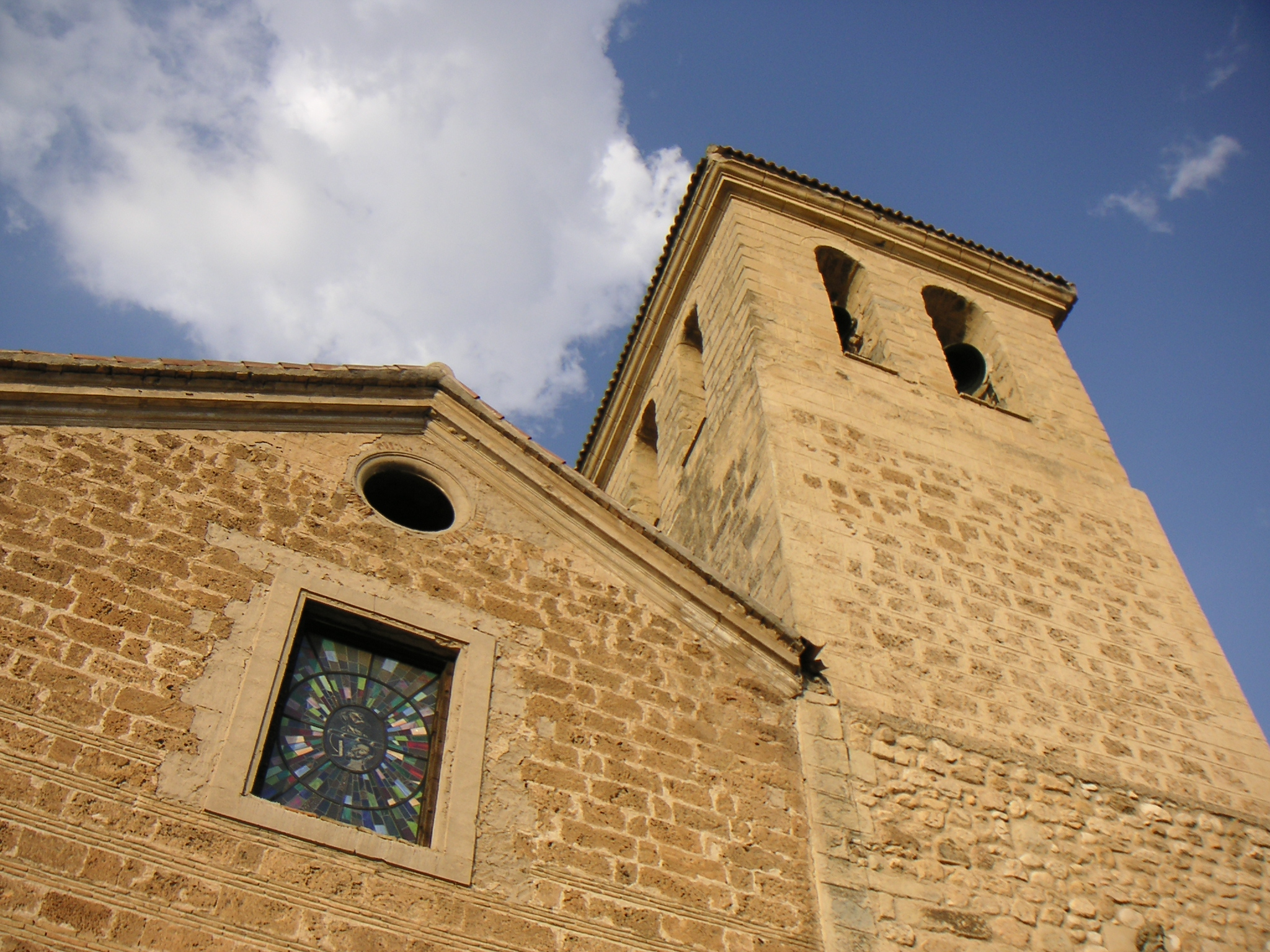
Església de Sant Pere i Sant Pau

Quesada és un municipi de la província de Jaén a la comarca de Sierra de Cazorla.
Els seus habitants es diuen quesadencs. Té una extensió de 328,7 km² i 5.999 habitants segons el padró del 2002, encara que la seva població ha anat disminuint al llarg dels últims trenta anys (el 1975 hi havia 10.601 empadronats). Les parts est i sud del seu terme municipal formen part del Parc Natural de la Serra de Cazorla. El naixement del riu Guadalquivir es troba en el seu terme municipal.

## Festes de Quesada
Les dues festes més importants són als mesos d'agost i de maig. Les festes d'estiu són del 23 al 28 d'Agost
A la matinada del dia 29 es porta la Verge de Tiscar des del poble al santuari. Antigament el camí es feia a peu, ara es va en processó fins a la creu del Humilladero que està a la sortida del poble, on els quesadencs acomiaden amb emoció la verge. El primer dissabte de maig es fa una romeria per portar a la Verge de Tiscar al poble. És coneguda com “la traida” de la Verge.